# Олексій Зінов'єв (плавець)
Олексій Зінов'єв (15 лютого 1990) — російський плавець.
Учасник Олімпійських Ігор 2008 року.
Чемпіон світу з плавання серед юніорів 2008 року.